# Gérard Rondeau
Pour les articles homonymes, voir Rondeau.
Gérard Rondeau, né le 10 avril 1953 à Châlons-sur-Marne et mort le 13 septembre 2016 à Créteil,, est un photographe français.

## Biographie
Né à Châlons-sur-Marne où ses parents étaient instituteurs, frère cadet de l'écrivain Daniel Rondeau, Gérard Rondeau découvre la photographie avec le livre d'Henri Cartier-Bresson À propos de l'URSS, trouvé dans la bibliothèque de l'Alliance française de Kandy, au Sri Lanka, où il travaille. Dès lors, il abandonne son activité professionnelle pour se dédier à la photographie, qu'il apprend en autodidacte.
Portraitiste, il réunit une collection de portraits de peintres et d'écrivains contemporains publiés dans de nombreux journaux. Ses photographies ont fait l'objet d'expositions personnelles dans le monde entier : galeries nationales du Grand palais à Paris, National Gallery of Indonesia (en) à Jakarta, Maison européenne de la photographie à Paris, Festival de la Luz à Buenos-Aires, musée de l’Élysée à Lausanne, Martin-Gropius-Bau à Berlin.
Il meurt le 13 septembre 2016 à l'hôpital Henri-Mondor de Créteil à l'âge de 63 ans.

## Œuvre

### Filmographie
- La Vie de Cabu, France 3, (avec JN Despert), 1986
- Rebeyrolle ou Le journal d’un peintre (France 3 – Sodaperaga), 1 h 30, édition Réunion des musées nationaux, 2000
- Le Presbytère d’Yves Gibeau (France 3 – Sodaperaga), 2005
- Un bateau sur la Marne (Sodaperaga), 2012
- Tout a mal tourné (Sarajevo 1994-2014, avec Zlatko Dizdarevic), 2014
- Gérard Rondeau hors cadre, Bernard Germain (26 min, co-production France 3 – MC 4)

### Ouvrages
- Crime-Club, avec Jean Vautrin, La Manufacture, 1985
- Parcours roumain, avec Jean Rolin, Barrault Éditions, 1992
- Capitales oubliées : Vilnius, Riga, Tallinn, avec Danièle Sallenave, Vilo, 1992, 88 p.
- Oslobođenje : le journal qui refuse de mourir, Sarajevo, 1992-96, avec Zlatko Dizdarevic, La Découverte, 1996, 159 p.
- Figures du Maroc, EDDIF, 1997 grand prix Atlas de la Création
- Strasbourg, avec Bernard Frank, La Nuée Bleue, 1998
- Le Maroc : hommage à Delacroix, Presses du Languedoc, 1999, 135 p.
- C’est écrit, La Nuée Bleue, 1999
- Le Silence, et rien alentour, avec Zlatko Dizdarevic, Actes Sud, 1999, 74 p.
- L'Abbaye de Fontevraud, avec Chantal Colleu-Dumond, Robert Laffont, 2001, 127 p.
- L’Échappée libre (Tour de France (cyclisme)|Tour de France 2001), Seuil, 2001
- Rebeyrolle ou Le journal d’un peintre, avec Paul Rebeyrolle, Ides et Calendes, 2001, 150 p. ; Éditions des Équateurs, nouvelle édition revue et corrigée, 2013
- Les Fantômes du chemin des dames : le presbytère d'Yves Gibeau, Seuil, 2003, 286 p.
- Voyages au Bénin, L’Arganier, 2004, 224 p.
- Sur les lieux du regard, Fage, 2004
- Hors cadre, avec Jean Clair, Christian Caujolle et Alain Madeleine-Perdrillat, préface de Francine Mariani-Ducray, Réunion des musées nationaux, 2005, 187 p.
- Missions : médecins (jusqu'au bout) du monde, Seuil, 2005, 252 p.
- Chroniques d’un portraitiste (1986-2006), préface de Philippe Dagen et postface de Michèle Champenois, Seuil, 2006, 223 p.
- La Grande rivière Marne : dérives et inventaires, La Nuée bleue, 2010, 280 p.
- Quai Branly : là où soufflent les esprits, Quai Branly-La Martinière, 2012, 280 p.
- République, Le Seuil, 2011, 224 p.
- Il se peut qu'on s'évade, texte de Cathy Ytak, photographies de Gérard Rondeau, éditions Thierry Magnier, coll. « Photoroman », 2011.
- La Cathédrale de Reims, texte d’Auguste Rodin, RMN, 2011, 224 p.
- Le Louvre, avec Geneviève Bresc-Bautier, Citadelles & Mazenod, 2013, 520 p.
- J'avais posé le monde sur la table, textes d'Olivier Frébourg, Bernard Frank, Philippe Dagen, Bernard Noël, Henri Gaudin, Jean Clair, André Velter, Jean-Paul Kauffmann, Éditions des Équateurs, 2015
- Shadows. Au bord de l'ombre, avec une préface bilingue de Philippe Dagen, 2015
- Dans l'intimité du monde, Espace Paul Rebeyrolle, 2017

### Récompenses et distinctions
- 1997 : prix Grand Atlas pour le livre Maroc. Hommage à Delacroix[5].
- 2007 : prix de l'artiste de l'année dans la catégorie arts plastiques lors des Globes de Cristal 2007[6]